# Adelino Afonso de Jesus

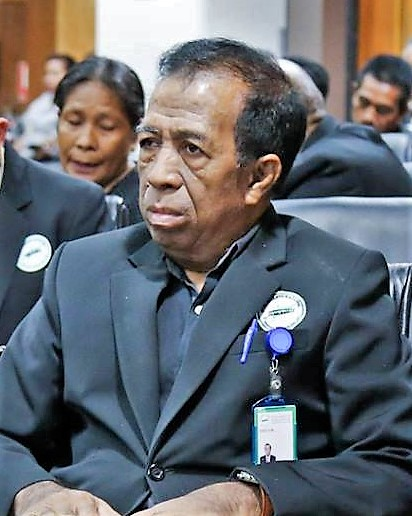
Adelino Afonso de Jesus (2018)

Adelino Afonso de Jesus ist ein osttimoresischer Beamter.
Von 2002 bis 2007 war Jesus Direktor des Sekretariats des Nationalparlaments und somit Leiter der Parlamentsverwaltung, bis zum Ende der Alleinregierung der FRETILIN mit den Neuwahlen. Von 2013 bis 2018 diente er als Direktor für die Unterstützung des Parlaments (portugiesisch Diretor de Apoio Parlamentar), bevor im April 2018 von Parlamentspräsident Aniceto Guterres Lopes (FRETILIN)  zum Generalsekretär des Nationalparlaments ernannt wurde. Die Position entspricht dem Direktor des Sekretariats, dessen Stelle Jesus bereits in der I. Legislaturperiode des Parlaments innehatte. Zu diesem Zeitpunkt 2018 war das Parlament nach dem Scheitern der Minderheitsregierung unter Premierminister Marí Bin Amude Alkatiri (FRETILIN) gerade aufgelöst worden und Neuwahlen standen an, weswegen die Ernennung von Jesus durch einen abtretenden Parlamentspräsidenten auf Kritik traf.
Trotz der Kritik und des Regierungswechsels nach der Wahl blieb Jesus im Amt, bis am 13. September 2019 Cedelizia Faria dos Santos als seine Nachfolgerin ernannt wurde. 2020 kam es zu erneuten politischen Umbrüchen. Die FRETILIN kehrte in die Regierung zurück und Aniceto Guterres Lopes wurde wieder Parlamentspräsidenten. Lopes warf Santos vor, sie habe bei den umkämpften Sitzungen zum Machtwechsel im Präsidium zum Chaos beigetragen, zum Beispiel durch Stromausfälle, und entließ sie als Generalsekretärin am 24. November 2021. Am selben Tag erhielt Jesus von Lopes erneut seine Ernennung zum Generalsekretär des Parlaments.
Am 13. Juli 2023 übergab Jesus das Amt des Generalsekretärs an seinen Nachfolger Edgar Sequeira Martins.